# تيكادون
تيكادون (بالإنجليزية: Tekkadon)‏ هو طبق أرز ياباني يُقدم مع شرائح رقيقة من الساشيمي. يُحضَّر النوع الحار من مزيج من مكونات حارة، أو صلصة برتقالية حارة أو كليهما، وغالبًا ما يُضاف إليه البصل الأخضر.

## أصل الكلمة
مصطلح "تيكا" في الاسم مُشتق من غرف القمار "تِكّابا" (بالإنجليزية: tekkaba)‏، حيثُ كان يُقدَّم هذا الطبق بشكل شائع مُنذ نهاية فترة إيدو وحتى بداية فترة مييجي في تاريخ اليابان.